# Powietrze (singel)
Powietrze – trzeci singel polskiej piosenkarki Natalii Szroeder z jej debiutanckiego albumu studyjnego, zatytułowanego Natinterpretacje. Singel został wydany 26 września 2016.
Kompozycja znalazła się na 9. miejscu listy AirPlay – Top, najczęściej odtwarzanych utworów w polskich rozgłośniach radiowych. Nagranie otrzymało w Polsce status podwójnie platynowego singla, przekraczając liczbę 40 tysięcy sprzedanych kopii.

## Geneza utworu i historia wydania
Utwór napisali i skomponowali Marcin Piotrowski, Natalia Szroeder i Przemysław Puk.
Singel ukazał się w formacie digital download 26 września 2016 w Polsce za pośrednictwem wytwórni płytowej Warner Music Poland. Piosenka została umieszczona na debiutanckim albumie studyjnym Szroeder – Natinterpretacje.

## „Powietrze” w stacjach radiowych
Nagranie było notowane na 9. miejscu w zestawieniu AirPlay – Top, najczęściej odtwarzanych utworów w polskich rozgłośniach radiowych.

## Teledysk
Do utworu powstał teledysk w reżyserii Adama Gawenda, który udostępniono 28 października 2016 za pośrednictwem serwisu YouTube.

## Lista utworów
- Digital download[2]

1. „Powietrze” – 3:04

## Notowania

### Pozycja na liście airplay
| Kraj   | Lista (2016)  | Najwyższa pozycja |
| ------ | ------------- | ----------------- |
| Polska | AirPlay – Top | 9                 |

## Certyfikaty
| Kraj          | Certyfikat         | Sprzedaż |
| ------------- | ------------------ | -------- |
| Polska (ZPAV) | 2× platynowa płyta | 40 000+  |